# Paula Mattos
Dyérys de Paula Mattos (Campo Grande, 16 de outubro de 1989), mais conhecida popularmente por Paula Mattos é uma cantora sertaneja e compositora brasileira. Ficou conhecida nacionalmente com a canção "Que Sorte a Nossa" incluída no seu álbum de estreia Acústico, pela gravadora Warner Music. Sua carreira foi oficialmente lançada em janeiro de 2016 e, de lá pra cá, tem vários sucessos em sua carreira, "Rosa Amarela", "Nosso Cupido Foi Deus", "Matéria de Amor" com participação de Matheus e Kauan, entre outras músicas cantadas em seus shows.

## Carreira
Paula Mattos foi sempre incentivada pelo pai, aos 12 anos começou a compor e aos 15 anos cantar em bares de sua cidade natal, em 2014 à convite de Thaeme e Thiago, saiu de Campo Grande/MS e foi morar em Londrina/PR, se tornou backing vocal da dupla e sua carreira como compositora começou a ganhar notoriedade, em 2015 gravou seu primeiro álbum, o "Acústico", que contou com feats de Thaeme e Thiago, Munhoz e Mariano, Zé Felipe, Paula Mattos foi a percursora de DVDs sem público no país, em especial no seguimento sertanejo, junto à Marília Mendonça e Maiara e Maraísa, Paula Mattos puxou todo um mercado feminino que era muito desacreditado, mas esses três nomes vieram para mudar e para marcar o mercado sertanejo.
Sua carreira foi oficialmente lançada em 2016 e de lá pra cá, Paula Mattos coleciona sucessos e tocou em todos os estados do país hoje reside em São Paulo.
Paula Mattos vem de uma trajetória de crescente sucesso, nome conhecido nacionalmente, dez singles, três álbuns e dois DVD’s, mais de 430 milhões de visualizações em seu canal do YouTube, mais de 3 milhões de fãs em suas redes sociais, a artista é amplamente conhecida no mercado e já teve composições assinadas por ela, interpretadas por grandes artistas que vão do sertanejo ao pop, nomes como Gusttavo Lima, Marília Mendonça, Wesley Safadão, Matheus & Kauan, Maiara & Maraisa, Thaeme & Thiago, Leonardo, Luan Santana, Munhoz & Mariano, Malta, tem mais de 1.500 canções assinadas por ela. Enquanto cantora, com apenas quatro anos de carreira desde seu lançamento nos palcos, Paula já teve suas músicas entre as mais tocadas do rádio, Top 200 do Spotify e feats com Marília Mendonça, Wesley Safadão, Matheus & Kauan, Maiara & Maraisa, Dilsinho, Lucas Lucco, Munhoz & Mariano, Thaeme & Thiago e, Zé Felipe, filho do cantor Leonardo.
Paula Mattos já participou de praticamente todos os principais programas de TV brasileiros, rodou com sua turnê de Norte a Sul do Brasil, batendo diversas vezes recorde de público.

## Vida pessoal
Em julho de 2021, Paula Mattos assumiu ser homossexual e casada com uma mulher há 9 anos.

## Discografia
Álbuns ao vivo
- 2015: Acústico
- 2017: Paula Mattos Ao Vivo em São Paulo
- 2024: Elementos

EP's
- 2016: Sofrer Pra Quê?
- 2019: Copo e Alma

## Singles
| Ano  | Título                                      | Melhor posição | Álbum                             |
| Ano  | Título                                      | BRA            | Álbum                             |
| ---- | ------------------------------------------- | -------------- | --------------------------------- |
| 2015 | "Que Sorte a Nossa" (feat. Fernando Paloni) | 30             | Acústico                          |
| 2015 | "Quem Vê Cara Não Vê Coração"               | 38             | Acústico                          |
| 2016 | "Rosa Amarela"                              | 30             | Acústico                          |
| 2016 | "Coisa de Ex"                               | 8              | Sofrer Pra Quê?                   |
| 2017 | "Não Largo, Não Troco, Não Empresto"        | 39             | Paula Mattos Ao Vivo em São Paulo |
| 2018 | "Matéria de Amor" (feat. Matheus & Kauan)   | 37             | Paula Mattos Ao Vivo em São Paulo |
| 2018 | "Nosso Cupido foi Deus"                     | 31             | Paula Mattos Ao Vivo em São Paulo |
| 2019 | "500 Metros" (feat. Lucas Lucco)            | 36             | Apenas Single                     |
| 2019 | "Boa Sorte" (feat. Dilsinho)                | 25             | Copo e Alma                       |
| 2022 | "Tô com a Ré"                               | 45             | Apenas Single                     |
| 2022 | "Duas Caras"                                | 66             | Apenas Single                     |
| 2024 | "Bocadinho" (feat. Wanessa Camargo)         |                | Elementos                         |